# Тереза Брауншвейг-Вольфенбюттельська
Тереза Брауншвейг-Вольфенбюттельська (нім. Therese von Braunschweig-Wolfenbüttel, 4 червня 1728 — 26 червня 1778) — принцеса Брауншвейг-Вольфенбюттельська з роду Вельфів, донька князя Брауншвейг-Вольфенбюттелю та Беверну Фердинанда Альбрехта II та принцеси Брауншвейг-Вольфенбюттельської Антуанетти Амалії, абатиса Гандерсгаймського монастиря у 1767—1778 роках.

## Життєпис
Тереза Наталія народилась 4 червня 1728 року у Вольфенбюттелі. Вона була дванадцятою дитиною та шостою донькою в родині князя Брауншвейг-Вольфенбюттелю та Беверну Фердинанда Альбрехта II та його дружини Антуанетти Амалії.
Батько помер, коли дівчинці було сім. Престол успадкував старший брат Карл.

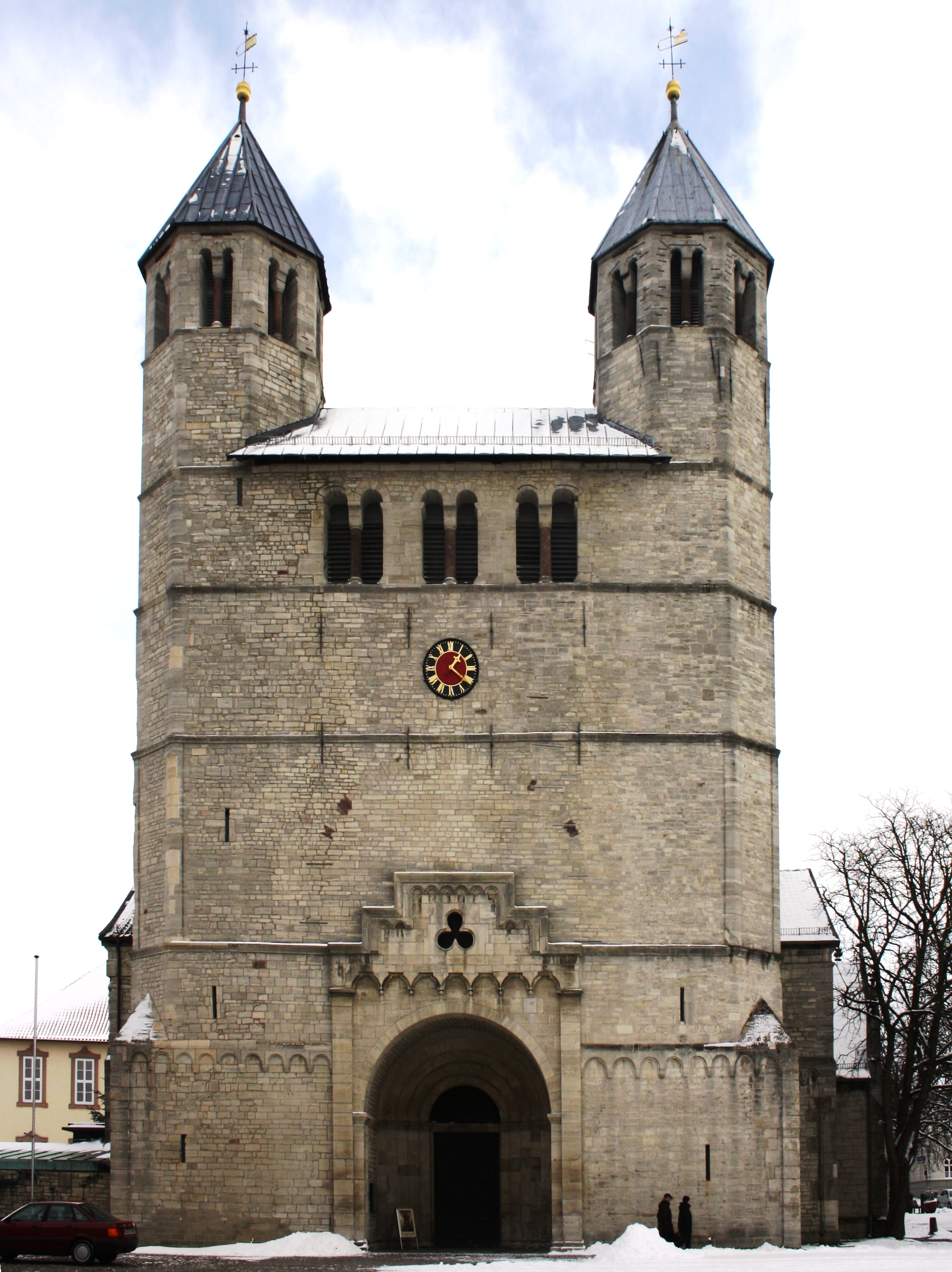
Гандерсгаймський монастир

Старші сестри Терези були пошлюблені із прусськими принцами: Єлизавета Крістіна — із кронпринцем Фрідріхом, Луїза Амалія — з його молодшим братом Августом Вільгельмом. Шарлотта стала черницею у Кведлінбурзькому абатстві.
Зусилля, спрямовані на влаштування шлюбу між Терезою та французьким принцом чи австрійським ерцгерцогом, не мали успіху, оскільки принцеса відмовилася переходити у католицтво. 
1747 року, у 19-річному віці, принцеса вступила до Герфордського монастиря. В цей же час було вирішено, що вона стане наступною абатисою Ґандерсхаймської общини після Єлизавети Ернестіни Саксен-Майнінгенської. У листопаді 1750 року Тереза стала канонісою Ґандерсхаймського монастиря.
На свій 39-й день народження, 4 червня 1767 року, Тереза була обрана абатисою монастиря у Ґандерсхаймі. Інтронізація відбулась 3 грудня 1767 року. Будучи абатисою, вона часто зупинялася при дворі свого старшого брата, герцога Карла I.
Принцеса пішла з життя 26 червня 1778 року в 50-річному віці. Похована у крипті Брауншвейзького собору.